# Tommi Sillanpää
Tommi Sillanpää (* 7. April 1978) ist ein ehemaliger finnischer Handballspieler, der dem Kader der finnischen Nationalmannschaft angehörte.
Sillanpää spielte anfangs in seiner Heimat bei Åbo IFK und HC Dennis Turku. Mit dem HC Dennis Turku qualifizierte er sich mehrfach für den Europapokal. Weiterhin gewann er die finnische Meisterschaft. Im Jahr 2005 wechselte der Kreisläufer zum deutschen Regionalligisten LHC Cottbus. Mit Cottbus stieg er 2007 in die 2. Bundesliga auf. Nach der Saison 2007/08 schloss er sich dem Regionalligisten HSC Bad Neustadt an. Eine Spielzeit später wechselte Sillanpää zum Zweitligisten EHV Aue. Nachdem Aue aus der 2. Bundesliga abstieg, unterschrieb er im Sommer 2011 einen Vertrag beim Drittligisten SG LVB. Im Sommer 2014 übernahm er zusätzlich das Amt des Geschäftsführers der SG LVB. Im Mai 2015 beendete Sillanpää seine Spielerkarriere, jedoch blieb er der SG LVB als Geschäftsführer erhalten.
Sillanpää bestritt 119 Länderspiele für Finnland, in denen er 184 Treffer erzielte. Hinter Björn Monnberg hat er die zweitmeisten Länderspiele für Finnland absolviert. Er nahm mit Finnland an keinem großen Turnier teil.